# Billy Elliot
Billy Elliot è un film del 2000 scritto da Lee Hall e diretto da Stephen Daldry, ispirato alla vera storia del ballerino Philip Mosley.
Jamie Bell interpreta William "Billy" Elliot, un ragazzino di 11 anni, il cui sogno è diventare un ballerino classico. Gary Lewis è il padre di Billy, minatore; Tony è il fratello maggiore di Billy, e Julie Walters la sua insegnante di danza. L'ambientazione del film è quella dello sciopero dei minatori britannici del 1984-1985 contro la chiusura delle miniere perseguita dal Primo ministro Margaret Thatcher.
Nel 2004 la rivista Total Film ha definito Billy Elliot il 39º miglior film inglese di tutti i tempi. Dalla sceneggiatura del film è stato tratto da Melvin Burgess l'omonimo romanzo, uscito in Gran Bretagna nel 2001 e in Italia nel 2002. Il musical teatrale di Stephen Daldry tratto dal film, musicato da Elton John su testi di Lee Hall, ha debuttato al Victoria Palace, a Londra, nel maggio 2005.

## Trama
Regno Unito, 1984. Billy Elliot è un ragazzino di 11 anni che vive con il padre Jackie, il fratello Tony (entrambi minatori) e la nonna materna nella cittadina di Easington. Sua madre Jenny, morì due anni fa per una grave malattia. Il padre di Billy costringe il figlio a praticare il pugilato, ma al ragazzo non piace affatto quello sport violento, perché preferisce la danza classica, cosa che si scontra con i pregiudizi dell'ambiente familiare, che vedono nel balletto un incoraggiamento all'omosessualità. Pur essendo un sognatore, Billy è ancora scosso per la scomparsa della madre: a volte suona il suo pianoforte quando ne sente la mancanza e in alcuni momenti di sconforto, immagina di vederla. Il suo unico amico è Michael, suo compagno di scuola e vicino di casa.
Un giorno, quando una parte della palestra viene usata per un corso di danza, Billy osserva incuriosito l'insegnante, la signora Sandra Wilkinson, che sta insegnando alle sue allieve coetanee di Billy. Vedendo lo sguardo affascinato di Billy davanti alle bambine che ballano, lei lo invita a provare qualche passo e alla fine, lo invita a tornare. Il ragazzino comincia così a prendere lezioni insieme alle bambine, fingendo però in famiglia di continuare a frequentare le lezioni di boxe. Quando però i minatori del bacino di Durham, compresi il padre e il fratello di Billy, entrano in sciopero, la loro situazione economica inizia ad aggravarsi: Tony accusa il padre di essersi lasciato andare dopo la scomparsa della moglie.
Passano due mesi e George Watson, l'allenatore di boxe, informa il padre di Billy (suo migliore amico) che il ragazzo ha smesso di frequentare da tempo le lezioni di pugilato. Sconcertato, l'uomo segue di nascosto il figlio e lo scopre alle lezioni di danza della signora Wilkinson. Appena lo vede, gli dice di tornare a casa gridando in tono perentorio "Tu! Fuori! Immediatamente". Tornati a casa, padre e figlio si scontrano duramente sulle intenzioni di Billy nel frequentare le lezioni di danza. Il furibondo Jackie proibisce a Billy di frequentare sia la danza classica che il pugilato, e per punirlo lo obbliga a rimanere a casa a fare compagnia alla nonna; così Billy deve arrendersi e deve spiegare alla sua insegnante di non poter mai più continuare il corso. La signora Wilkinson però non si arrende e rivela all'allievo il suo ambizioso progetto: prepararlo ad entrare alla Royal Ballet School di Londra, le cui audizioni si terranno due settimane dopo a Newcastle upon Tyne. Billy continua così ad allenarsi in segreto.
Ma proprio nel giorno prestabilito per l'audizione, Billy è costretto ad andare con il padre a prendere Tony, che è stato arrestato dalla polizia per aver partecipato a delle manifestazioni violente di scioperanti. Il ragazzo non si presenta quindi all'appuntamento con la signora Wilkinson, che in collera si reca a casa di Billy per avere spiegazioni. Appena scoprono che Billy prende in segreto le lezioni di ballo, il padre e il fratello lo sgridano e intimano con rabbia alla donna di non coinvolgere mai più il ragazzo nella danza.
Giunge l'inverno e i morsi della fame e del freddo iniziano a farsi sentire. Seppur a malincuore, Jackie è costretto a dover rompere in mille pezzi il pianoforte della moglie, per poi usarlo come legna da ardere nel camino. La notte di Natale, Michael rivela timidamente a Billy la sua probabile omosessualità, facendo anche intendere di nutrire per l'amico un sentimento molto profondo. Subito dopo, Billy porta Michael in palestra, gli fa indossare un tutù e i due ballano insieme per gioco. Ma improvvisamente, i due ragazzi vengono sorpresi da Jackie e dall'allenatore di boxe mentre stanno danzando: colto in flagrante, Billy reagisce continuando a ballare davanti al padre. Questa volta, Jackie capisce che diventare un ballerino potrebbe essere proprio il destino di Billy; a questo punto, l'uomo decide di accompagnarlo di persona ad un'audizione a Londra, sebbene il viaggio sia costoso. Per poter dare al figlio una possibilità che a lui è mancata e per potersi permettere il viaggio, Jackie si unisce agli odiati crumiri, che si recano in miniera a lavorare contro le disposizioni del sindacato.
Allo stesso tempo però, Jackie non ha fatto i conti con il figlio Tony, il quale vedendolo insieme ai traditori, lo insegue per riportarlo alla ragione. Disperato e affranto, Jackie rivela al figlio maggiore di voler sacrificare i suoi ideali per poter almeno dare una possibilità al figlio minore, siccome la sorte dei minatori è ormai segnata: sa che lui e Tony non lasceranno mai la piccola cittadina e la loro condizione, ma forse il piccolo Billy potrebbe avere un talento in grado di riscattarlo dalla miseria. Sebbene continui ad essere scettico sulle potenzialità del fratello, Tony promette al padre di aiutarlo a trovare i soldi necessari, senza però abbandonare la lotta dei minatori. I colleghi di Jackie e Tony organizzano una colletta per Billy, ma ben presto, per poter arrivare alla cifra necessaria al viaggio, il padre di Billy è costretto a dover affrontare un altro doloroso sacrificio: impegnare i gioielli della moglie. Nel frattempo, Tony spiega a Billy che se la loro madre fosse stata ancora viva avrebbe sicuramente incoraggiato Billy ad inseguire i suoi sogni.
Billy e Jackie partono dunque alla volta della capitale. L'audizione presso la Royal Ballet School, però, non sembra andare molto bene: i membri della commissione esaminatrice osservano perplessi la coreografia preparata da Billy e reagiscono con un'apparente freddezza, ma mentre sta per uscire dalla stanza, Billy viene fermato da una donna che gli chiede che sensazione prova quando balla e quest'ultimo risponde che gli sembra di volare ed essere invisibile, la donna reagisce però senza risposta. Convinto di aver perso tempo, il ragazzino fa ritorno a Durham. Alcune settimane dopo, arriva a casa la busta con il responso: Billy, scosso dall'emozione, con un filo di voce comunica alla famiglia che ce l'ha fatta ed è stato ammesso. Così, Billy lascia la famiglia e parte da solo per Londra.
14 anni dopo, nel 1998, Il padre e il fratello di Billy si recano a Londra per assistere al balletto in cui il ragazzo sta per esibirsi come protagonista: Il lago dei cigni. In sala, accanto a loro, c'è anche Michael. Commosso, Jackie vede la folgorante entrata in scena del figlio sul palcoscenico, dopo aver scoperto che grazie ai suoi sacrifici, Billy ha finalmente realizzato il suo sogno di diventare un ballerino.

## Produzione
La produzione è iniziata nell'agosto 1999 ed è durata sette settimane.
La messa in scena che lo spettatore intravede nella scena finale non è una qualsiasi rappresentazione del Lago dei cigni, bensì la coreografia di Matthew Bourne (molto discussa, ma anche di grande successo), messa in scena per la prima volta a Londra nel 1995. In quella versione l'intero corpo di ballo femminile fu sostituito da ballerini, introducendo deliberatamente il tema dell'omosessualità maschile. Il ballerino che nel film interpreta Billy Elliot all'età di 25 anni è Adam Cooper.

## Colonna sonora
La colonna sonora venne pubblicata l'11 marzo 2002, e include numerosi brani famosi di genere rock e punk.
1. Cosmic Dancer – T. Rex
2. Boys Play Football
3. Get It On (Bang a Gong) – T. Rex
4. Mother's Letter
5. I Believe – Stephen Gately
6. Town Called Malice – The Jam
7. Sun Will Come Out
8. I Love to Boogie – T. Rex
9. Burning Up – Eagle-Eye Cherry
10. Royal Ballet School
11. London Calling – The Clash
12. Children of the Revolution – T. Rex
13. Audition Panel
14. Shout to the Top! – The Style Council
15. Walls Come Tumbling Down – The Style Council
16. Ride a White Swan – T. Rex

## Distribuzione
Il film fu presentato al Festival di Cannes il 19 maggio 2000 nella selezione Quinzaine des Réalisateurs. La première britannica si tenne il 29 settembre 2000.
La pellicola è stata presentata anche nelle seguente occasioni:
- 4 agosto 2000, Motovun Film Festival (Croazia)
- 12 ottobre 2000, Austin Film Festival (USA)
- 20 ottobre 2000, Bergen International Film Festival (Norvegia)
- 22 ottobre 2000, Valladolid Film Festival (Spagna)
- novembre 2000, Oulu International Children's Film Festival (Finlandia)
- 1º novembre 2000, Tokyo International Film Festival (Giappone)
- 13 dicembre 2000, Lucia Movie Night (Svezia)
- 2 maggio 2001, Kristiansand International Children's Film Festival (Norvegia)
- 14 ottobre 2001, Cherbourg-Octeville Festival of Irish and British Film (Francia)

### Date di uscita
Di seguito sono elencate, in ordine cronologico, le date di uscita del film ed il titolo quando diverso dall'originale.
- Regno Unito: 29 settembre 2000
- Stati Uniti d'America: 13 ottobre 2000
- Australia: 2 novembre 2000
- Germania: Billy Elliot - I Will Dance, 30 novembre 2000
- Svizzera: 30 novembre 2000
- Francia: Dancer, 20 dicembre 2000
- Svezia: 22 dicembre 2000
- Norvegia: 26 dicembre 2000
- Paesi Bassi: 25 gennaio 2001
- Spagna: Billy Elliot (Quiero bailar), 26 gennaio 2001
- Giappone: Little Dancer, 27 gennaio 2001
- Belgio: 31 gennaio 2001
- Repubblica Ceca: 1º febbraio 2001
- Danimarca: 9 febbraio 2001
- Finlandia: 9 febbraio 2001
- Grecia: Gennimenos horeftis, 9 febbraio 2001
- Polonia: 9 febbraio 2001
- Israele: 15 febbraio 2001
- Nuova Zelanda, 15 febbraio 2001

- Islanda: 16 febbraio 2001
- Portogallo: 16 febbraio 2001
- Corea del Sud, 17 febbraio 2001
- Ungheria: 22 febbraio 2001
- Italia: 23 febbraio 2001
- Messico: 2 marzo 2001
- Argentina: 8 marzo 2001
- Hong Kong: 8 marzo 2001
- Slovenia: 8 marzo 2001
- Filippine: 14 marzo 2001
- Brasile: 16 marzo 2001
- Perù: 22 marzo 2001
- Singapore: 22 marzo 2001
- Turchia: 30 marzo 2001
- Taiwan: 28 aprile 2001
- Malaysia: 3 maggio 2001
- Lituania: 13 luglio 2001
- Russia: Билли Эллиот 25 ottobre 2001 (in DVD)
- Kuwait: 12 febbraio 2002

## Accoglienza

### Incassi
A fronte di un budget di 5 milioni di dollari, il film ebbe un ottimo riscontro al botteghino incassando, in tutto il mondo, oltre 109 milioni di dollari. Negli Stati Uniti il film incassò 25 milioni di dollari, mentre nel Regno Unito ne furono incassati quasi 22 milioni. Fu il 33º film più visto nel mondo nel 2000.

## Riconoscimenti
- 2001 - Premio Oscar
  - Nomination alla migliore regia a Stephen Daldry
  - Nomination alla miglior attrice non protagonista a Julie Walters
  - Nomination alla migliore sceneggiatura originale a Lee Hall
- 2001 - Golden Globe
  - Nomination al miglior film drammatico
  - Nomination alla miglior attrice non protagonista a Julie Walters
- 2001 - Premio BAFTA
  - Miglior film britannico a Greg Brenman, Jonathan Finn e Stephen Daldry
  - Miglior attore protagonista a Jamie Bell
  - Miglior attrice non protagonista a Julie Walters
  - Nomination al miglior film a Greg Brenman e Jonathan Finn
  - Nomination alla migliore regia a Stephen Daldry
  - Nomination al miglior attore non protagonista a Gary Lewis
  - Nomination alla migliore sceneggiatura originale a Lee Hall
  - Nomination alla migliore fotografia a Brian Tufano
  - Nomination al miglior montaggio a John Wilson
  - Nomination al miglior sonoro a Mark Holding, Mike Prestwood Smith e Zane Hayward
- 2001 - Broadcast Film Critics Association Award
  - Miglior giovane interprete a Jamie Bell
  - Nomination al miglior film
- 2001 - Chicago Film Critics Association Award
  - Nomination alla miglior performance rivelazione a Jamie Bell
  - Nomination alla miglior attrice non protagonista a Julie Walters
- 2001 - MTV Movie Award
  - Nomination alla miglior sequenza di ballo (La prima lezione di danza di Billy)
- 2001 - Satellite Award
  - Nomination al miglior film drammatico
  - Nomination al miglior attore in un film drammatico a Jamie Bell
  - Nomination alla miglior attrice non protagonista a Julie Walters
  - Nomination alla migliore sceneggiatura originale a Lee Hall
- 2001 - Screen Actors Guild Award
  - Nomination al miglior cast
  - Nomination al miglior attore protagonista a Jamie Bell
  - Nomination alla miglior attrice non protagonista a Julie Walters
- 2000 - European Film Award
  - Nomination al miglior film a Greg Brenman e Jonathan Finn
  - Nomination alla miglior attrice protagonista a Julie Walters
  - Nomination al miglior attore protagonista a Jamie Bell
- 2001 - Empire Award
  - Miglior film britannico
  - Miglior debutto maschile a Jamie Bell
  - Miglior attrice britannica a Julie Walters
- 2000 - National Board of Review Award
  - Migliori dieci film
  - Miglior performance rivelazione maschile a Jamie Bell
- 2001 - David di Donatello
  - Nomination al miglior film straniero a Stephen Daldry
- 2002 - Awards of the Japanese Academy
  - Miglior film straniero (Stati Uniti)
- 2001 - Writers Guild of America
  - Nomination alla migliore sceneggiatura originale a Lee Hall
- 2000 - Motovun Film Festival
  - Propeller of Motovun a Stephen Daldry
- 2002 - Premio Goya
  - Nomination al miglior film europeo a Stephen Daldry
- 2001 - Nastro d'argento
  - Migliore regia a Stephen Daldry
- 2002 - Premio Lumière
  - Miglior film straniero
- 2001 - Ciak d'oro
  - Miglior film straniero
- 2000 - British Independent Film Award
  - Miglior film
  - Migliore regia a Stephen Daldry
  - Migliore sceneggiatura a Lee Hall
  - Migliore esordiente a Jamie Bell
  - Nomination miglior attrice a Julie Walters
- 2001 - London Critics Circle Film Award
  - Film Britannico dell'anno
  - Regista dell'anno a Stephen Daldry
  - Attrice britannica dell'anno a Julie Walters
  - Esordiente dell'anno a Jamie Bell
  - Produttore dell'anno a Greg Brenman e Jonathan Finn
- 2000 - Las Vegas Film Critics Society Award
  - Miglior esordiente a Jamie Bell
  - Nomination al miglior film
- 2001 - Amanda Awards
  - Miglior film straniero
- 2001 - American Cinema Editors
  - Nomination miglior montaggio a John Wilson
- 2001 - Angel Awards
  - Nomination Silver Angel
- 2001 - Australian Film Institute
  - Nomination al miglior film straniero a Tessa Ross, David M. Thompson e Natascha Wharton